# Haute fonction publique française
Pour un article plus général, voir Fonction publique française.

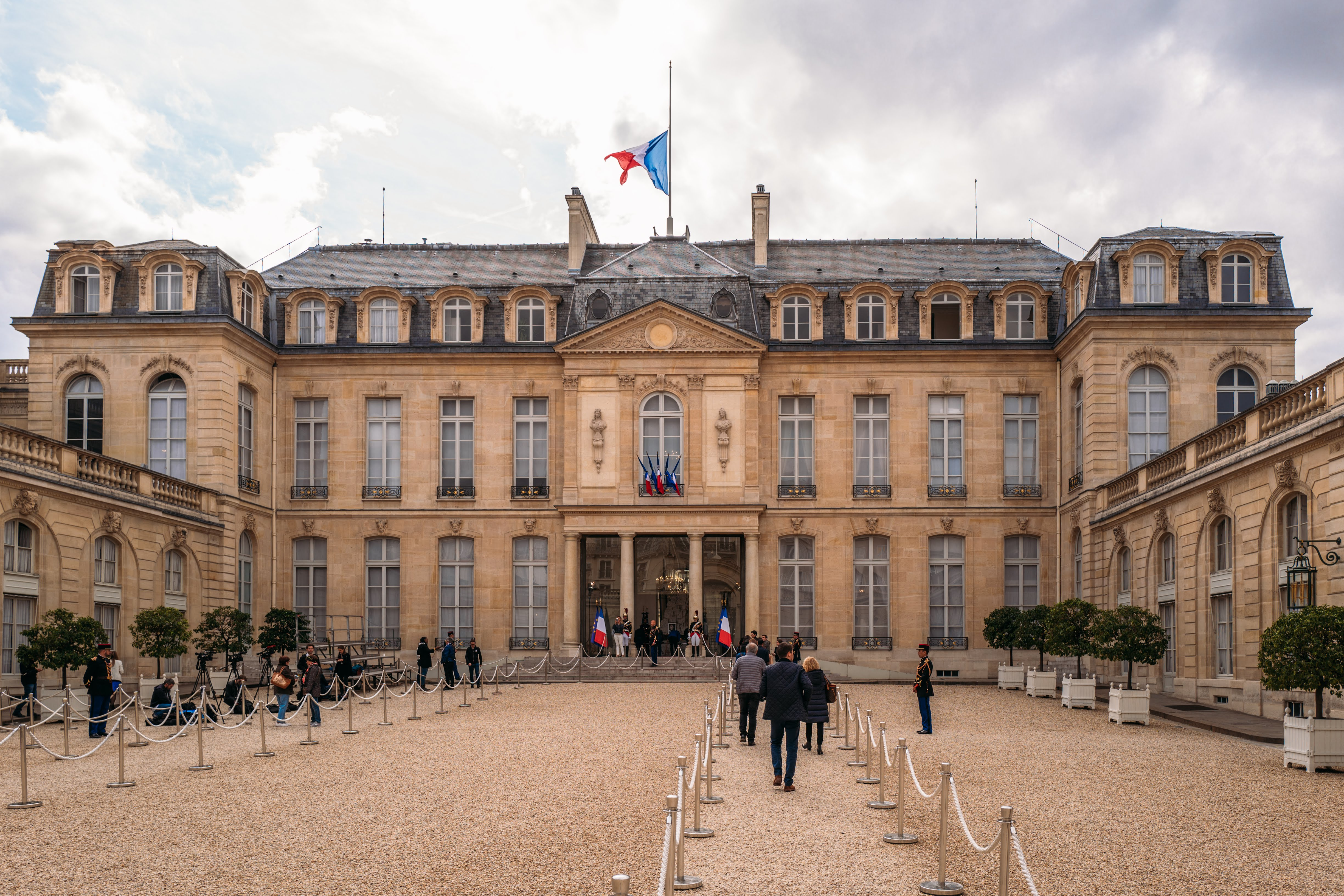
Palais de l'Élysée

La haute fonction publique française comprend les agents, couramment dénommés hauts fonctionnaires, appartenant à l’encadrement supérieur et de direction de la fonction publique.
La notion d’encadrement supérieur de la fonction publique, s’appuie sur une définition permettant de regrouper des emplois, corps, grades et fonctions afin de constituer l’encadrement supérieur. Les articles L412-1 à L412-9 du Code général de la fonction publique définissent la notion d’emploi supérieur
ll y a lieu de distinguer au sein de la haute fonction publique 3 types d'emplois les plus élevés : emplois à la décision du Gouvernement, emplois de direction de l’État et les statuts d’emplois : emplois de préfets et de sous-préfets, emplois au sein des services d’inspection générale ou de contrôle, emplois de direction de la direction générale des finances publiques et emplois d’adjoint au chef de mission diplomatique. Le fonctionnaire, dans ces emplois, peut être parfois démis ad nutum. Dès lors, la notion de haut fonctionnaire peut s’appréhender selon deux axes :
1. compte tenu de l’emploi occupé : 
  - Pour la fonction publique d’État, il s’agit des emplois à la décision du gouvernement (Article L341-1 du Code général de la fonction publique), les emplois de direction de l’État (Article L342-1 à L342-3 du Code général de la fonction publique) et de certains établissements publics.
  - Pour la fonction publique territoriale, il s’agit des emplois définis par décret comportant des responsabilités d’encadrement, de direction de services (article L412-6 du Code général de la fonction publique), de conseil ou d’expertise, ou de conduite de projet.
  - Pour la fonction publique hospitalière, il s’agit des emplois de direction hospitaliers et les directeurs des soins (Article L412-9 du Code général de la fonction publique).
2. compte tenu de l’appartenance à un statut : un agent public qui appartient à un corps d’encadrement supérieur destiné aux fonctions supérieures de direction, d’encadrement, d’expertise et de contrôle et ayant vocation à occuper les emplois supérieurs précédents.  L’annexe II du décret n°2022-760 précisent les corps et emplois concernés pour la fonction publique d’État et l’annexe 2 de l'arrêté du 28 novembre 2023 apporte un éclairage plus large sur les cadres supérieurs du service public.

En général, ces deux situations se recoupent car les personnes qui occupent d’importantes responsabilités sont également membres des corps de hauts fonctionnaires. On parle parfois aussi pour certains d’entre eux de « grands commis de l’État », terme quelque peu archaïque, ou de grands corps de l'État.

## Distinction catégorie A et catégorie A+

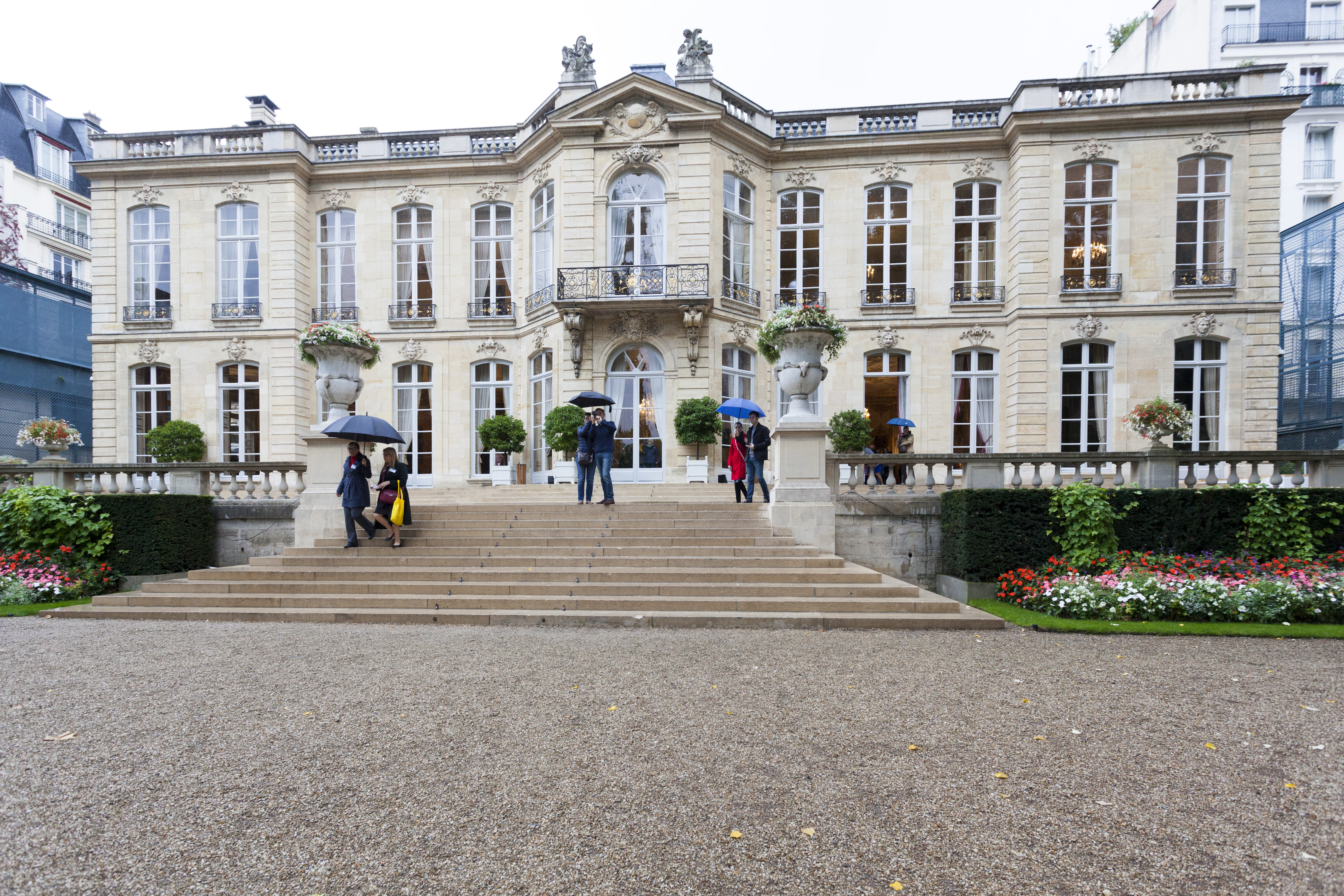
Hôtel de Matignon

L’appellation officieuse – mais d’usage – de « catégorie A+ » pour désigner plus largement certains corps de la catégorie A vient de l’extension et de l’hétérogénéité des corps de la catégorie A. Par exemple, les attachés et les administrateurs de l'État, quoique tous deux classés dans la catégorie A prévue dans le code général de la fonction publique, constituent deux corps de catégorie A comportant une grille indiciaire propre et particulièrement distante (indices spécifiques pour les administrateurs).
Pour la fonction publique d’État, l’appartenance à un corps A+ pourrait être appréhendée selon la définition retenue dans le rapport annuel 2022 sur la fonction publique, l'arrêté relatif au tronc commun de formation des cadres supérieurs du service public ainsi que l’Article 4 du décret 2019-1594 précisant les fonctionnaires susceptibles d’accéder aux emplois fonctionnels supérieurs (sous-directeur, chef de service, directeur de projet et expert de haut niveau): 
- les fonctionnaires appartenant à un corps ou à un cadre d’emplois relevant de la catégorie A et dont l’indice terminal brut est au moins égal à la hors-échelle B et recrutant par la voie de la promotion interne dans des corps de catégorie A et dont les missions fixées par les statuts particuliers correspondent à des fonctions supérieures d’encadrement, de direction, d’expertise, de contrôle ou d’inspection. (Il est parfois rencontré l’ajout d’une restriction supplémentaire : l’accès à la hors échelle B devant se faire de manière linéaire et non par un échelon fonctionnel) ;
- les officiers supérieurs détenant au moins le grade de lieutenant-colonel ou ayant occupé un emploi conduisant à nomination dans la classe fonctionnelle du grade de commandant ;
- les membres du corps du contrôle général des armées ;
- les magistrats de l’ordre judiciaire ;
- les administrateurs des services de l’Assemblée nationale et du Sénat.

La réforme de la haute fonction publique initiée en 2022 définit un nouveau contour de « l’encadrement supérieur et de direction » qui va remplacer le terme « A+ » à partir de 2024 dans les rapports de la DGAFP.
Liste des corps de catégorie A+ : Liste des corps A+ de la fonction publique française

## Corps de l'encadrement supérieur de l'État
L’annexe II du décret n°2022-760 fournit une liste des corps de la fonction publique d’État donnant accès à des fonctions supérieures de direction, d'encadrement, d'expertise ou de contrôle. Pour les corps actuels et ceux placés en extinction, il s'agit de :
- relevant du Premier ministre :
  - administrateurs de l'État
- relevant des juridictions administratives et financièrs :
  - membres du Conseil d'État
  - magistrats des tribunaux administratifs et des cours administratives d'appel
  - magistrats de la Cour des comptes
  - magistrats des chambres régionales des comptes
- relevant du ministère de la transition écologique :
  - architectes et urbanistes de l'État
  - ingénieurs des ponts, des eaux et des forêts
  - inspecteurs généraux et inspecteurs de l'administration du développement durable (en extinction)

- relevant du ministère de l'agriculture :
  - ingénieurs des ponts, des eaux et des forêts
  - inspecteurs de santé publique vétérinaire
  - corps de l'inspection générale de l'agriculture (en extinction)
- relevant du ministère de l'intérieur :
  - corps de conception et de direction de la police nationale
  - corps de l'inspection générale de l'administration (en extinction)
  - préfets (en extinction)
  - sous-préfets (en extinction)
- relevant du ministère de la justice
- directeur des services pénitentiaires
- relevant du ministère de l'économie et des finances :
  - ingénieurs des mines
  - administrateurs et inspecteurs de l'INSEE
  - corps de l'inspection générale des finances (en extinction)
  - administrateurs du Conseil économique, social et environnemental (en extinction)
  - administrateurs des finances publiques (en extinction)
  - corps du contrôle général économique et financier (en extinction)
- relevant du ministère des affaires étrangères :
  - corps des conseillers des affaires étrangères et ministres plénipotentiaires
- relevant du ministère de l'éducation nationale et de la recherche :
  - corps de l'inspection générale de l'éducation, du sport et de la recherche (en extinction)
- relevant du ministère de la culture :
  - architectes et urbanistes de l'État
  - conservateurs généraux des bibliothèques
  - conservateurs du patrimoine
  - corps de l'inspection générale des affaires culturelles (en extinction)
- relevant du ministère de la santé :
  - médecins inspecteurs de santé publique
  - pharmaciens inspecteurs de santé publique
  - corps de l'inspection générale des affaires sociales (en extinction)

À ces corps, s'ajoutent d'autres corps pourvant mener à des fonctions d'encadrement supérieur de l'État :
- relevant du ministère des armées :
  - ingénieurs de l'armement (corps à statut militaire)
  - corps du contrôle général des armées (corps à statut militaire)
  - ingénieurs des travaux maritimes
- relevant des juridiques judiciaires :
  - magistrats judiciaires
- relevant de l'Assemblée nationale ou du Sénat :
  - administrateurs des services de l'Assemblée nationale
  - administrateurs du Sénat

## Recrutement

### Corps administratifs en dehors des grandes écoles administratives

#### Grandes écoles
Les hauts fonctionnaires de la fonction publique sont issus :
- de l'Institut national du service public (ex École nationale d'administration / ENA), de laquelle sont issus les membres de corps administratifs d'encadrement supérieur : administrateurs et magistrats financiers et administratifs. ;
- de l'Institut régional d'administration par le principalat donnant accès au grade d'attaché principal d'administration.
- de l'École polytechnique, école militaire et scientifique qui donne accès sur classement de sortie aux grands corps techniques (ingénieur des mines, ingénieur des ponts, des eaux et des forêts, ingénieur de l'armement, administrateur de l'Insee) ;
- de l'École nationale de la statistique et de l'administration économique (ENSAE) qui forme le corps des administrateurs de l'Institut National de la Statistique et des Études Économiques (INSEE);
- de l'École des hautes études en santé publique (EHESP) pour les corps de directeurs d'hôpital et directeurs d'établissement sanitaire, social et médico-social ;
- de l'Institut national des études territoriales (INET) pour les administrateurs territoriaux, conservateurs territoriaux du patrimoine, conservateurs territoriaux de bibliothèques et ingénieurs en chef territoriaux;
- de l'École nationale de la sécurité et de l'administration de la mer (ENSAM) pour les administrateurs des affaires maritimes;
- de l'École nationale de la magistrature (ENM) pour les magistrats de l'ordre judiciaire ;
- de l'École nationale des services vétérinaires (ENSV) pour les inspecteurs de Santé Publique Vétérinaire ;
- de l'École nationale supérieure de la police (ENSP) pour les commissaires de police ;
- de l'École nationale d'administration pénitentiaire (ENAP) pour les directeurs des services pénitentiaires[1] ;
- de l'Institut des hautes études de l'éducation et de la formation (IH2EF, ancienne ENSENR), pour les cadres supérieurs de l'éducation : IA-IPR (inspecteur d'académie - inspecteur pédagogique régional, au 2nd degré), personnel de direction (chefs d'établissement, proviseur ou principal et adjoints), IEN (inspecteur de l'Éducation nationale, du 1er ou du 2nd degrés).
- de l'École nationale supérieure des sciences de l'information et des bibliothèques (ENSSIB) pour les conservateurs généraux des bibliothèques.
- de l'Institut national du patrimoine (INP) pour un conservateur du patrimoine.
- des Écoles normales supérieures, dont la finalité principale est de former des enseignants de haut niveau (agrégation et enseignants chercheurs)
- des concours nationaux qui se présentent :
  - soit après le doctorat (bac + 8), en passant un concours sur titre auprès du Conseil national des Universités de maître de conférences des universités. L'agrégation de l'enseignement supérieur (post doctoral) permet le recrutement d'un professeur des universités dans les disciplines universitaires relevant traditionnellement des facultés de droit, économie et gestion (cf. sections CNU 1 à 6)[réf. nécessaire] ;
  - soit après inscription sur la liste de qualification aux fonctions de professeur des universités par le Conseil national des universités, après l'obtention d'une Habilitation à diriger des recherches, et permettant le recrutement d'un professeur des universités dans les disciplines universitaires relevant traditionnellement des facultés de lettres, de sciences, de sciences humaines et sociales, et des grandes écoles et grands établissements[réf. nécessaire] ;

Les agents de direction et cadres supérieurs des différents régimes de protection sociale, issus en général de l’École nationale supérieure de sécurité sociale (EN3S), ne sont pas des fonctionnaires (sauf dans le cas particulier de certains dirigeants de caisses nationales) ; ce sont des salariés de droit privé, les caisses de sécurité sociale étant des organismes de droit privé assurant une mission de service public.

#### En dehors des grandes écoles
Il existe six concours permanents de recrutement de hauts fonctionnaires administratifs de l'État en dehors de l'INSP et des autres grandes écoles administratives (EHESP, INET, etc.). Ces concours recrutent un faible nombre de personnes chaque année (moins de 15 personnes). Ce sont des concours généralistes avec un programme similaire à celui des autres concours de hauts fonctionnaires administratifs (INSP, EHESP, INET, etc.).
- Concours direct de Conseiller de chambre régionale des comptes (de 8 à 12 places tous les deux ans)[2]
- Concours externe, interne et 3e voie d'inspecteur de la jeunesse et des sports IJS (4 à 15 places par an)
- Concours externe de Conseiller des affaires étrangères du cadre d'Orient (2 places par an)[réf. nécessaire]
- Concours interne de Conseiller des affaires étrangères du cadre d'Orient (5 places par an)[réf. nécessaire]
- Concours unique d'Administrateur des services de l'Assemblée nationale (4 à 8 places tous les deux ans)[réf. nécessaire]
- Concours unique d'administrateur du Sénat (4 à 8 places tous les deux ans, alternativement avec le concours de l'Assemblée nationale)[réf. nécessaire]

Il convient de noter que les administrateurs des assemblées sont des fonctionnaires de l'État (parlementaire), mais disposent d'un statut propre découlant de la séparation des pouvoirs. Cela justifie l'existence d'un concours spécifique en dehors de l'INSP (concours regroupant les corps d'encadrement supérieur de l’État). Quant aux concours d'Orient, ils exigent une grande connaissance de langues étrangères d'Europe centrale, d'Asie ou d'Afrique justifiant le maintien d'un concours spécifique.
Par ailleurs, pour faire face aux besoins importants de recrutement de Conseiller de tribunal administratif et de cour administrative d'appel, un « concours complémentaire » de recrutement de ces magistrats a été instauré pour compenser la faiblesse des effectifs de l'INSP. Face à l'augmentation du contentieux administratif et à l'extension des procédures de référés (juge unique), il apparaît nécessaire de conforter les effectifs de magistrats administratifs de première instance et d'appel. Si la voie du détachement a été un temps privilégié, la voie d'un concours complémentaire s'est finalement imposée. Les lauréats (INSP et concours spécifiques) suivent une formation pratique de 6 mois dont un temps au Conseil d’État pour apprendre la rédaction des jugements (conseiller rapporteur, note de délibéré…). Le concours complémentaire de Conseiller des Tribunaux administratifs et Cour administratives d'appel offre 25 et 50 places par an.

### Corps techniques
Une majorité des membres des corps de hauts fonctionnaires techniques sont recrutés parmi les diplômés de l'École polytechnique (X), en fonction du classement au concours de sortie (environ une soixantaine hauts fonctionnaires techniques recrutés chaque année soit 15 % d'une promotion de 400 élèves). Un moindre nombre est recruté parmi les anciens élèves de l'École normale supérieure (ENS), de l'École normale supérieure de Lyon, de l'École normale supérieure de Rennes et de l'École normale supérieure de Paris-Saclay, la plupart du temps parmi les élèves des filières scientifiques de ces écoles. Ainsi, une quinzaine de normaliens rejoignent chaque année les corps techniques de hauts fonctionnaires (à comparer au nombre d'environ 300 élèves scientifiques au sein des quatre écoles normales supérieures). 
Finalement certaines écoles d'application de l'École polytechnique contribuent au recrutement d'un petit nombre de hauts fonctionnaires techniques sur dossier, sur classement ou par concours. Par exemple, chaque année, un ou deux élèves non fonctionnaires de l'École nationale supérieure des mines (pour 100 élèves) rejoignent la formation du corps des mines au sein de cette école, deux ou trois élèves non fonctionnaires de l'École des ponts et chaussées (pour 130 élèves) rejoignent la formation du corps des ponts, et régulièrement, un élève non fonctionnaire de l'École nationale supérieure de techniques avancées (ENSTA Paris) rejoint la formation du corps des ingénieurs de l'armement.
Les élèves-ingénieurs issus d'écoles hors de la sphère de l'Ecole Polytechnique peuvent également candidater au concours externe de plusieurs corps. Les élèves-ingénieurs centraliens (de CentraleSupélec) peuvent ainsi candidater au corps des ingénieurs de l'armement, au corps des ponts, eaux et forêts (IPEF), ainsi qu'au corps des administrateurs de l'INSEE.
Ces élèves suivent alors un cursus dans une école propre à chaque corps : l'ENSAE pour les administrateurs de l'INSEE, Mines ParisTech ou Télécom ParisTech pour les ingénieurs des mines, l'ENSTA Paris pour les ingénieurs de l'armement, l'École nationale des ponts et chaussées et AgroParisTech pour les IPEF. Des diplômés de l'École polytechnique peuvent suivre un cursus dans ces écoles d'application sans être intégrés à un corps de haut fonctionnaire. Ces écoles recrutent par ailleurs des élèves non fonctionnaires, qui sont très majoritaires (le recrutement de hauts fonctionnaires y représente en général moins de 5 % d'une promotion).
Quelques fonctionnaires d'autres corps peuvent également être intégrés à un corps de haut fonctionnaire technique par recrutement interne (concours ou liste d'aptitude). Par exemple, des membres du corps des ingénieurs de l'industrie et des mines intègrent le corps des ingénieurs des mines ou des attachés de l'INSEE intègrent le corps des administrateurs de l'INSEE.
Voici les principaux corps techniques de hauts fonctionnaires :
- le corps des ingénieurs des mines (créé en 1794) (fusionné en 2009 avec le corps des ingénieurs des télécommunications et en 2012 avec le corps des commissaires contrôleurs des assurances)[réf. nécessaire],
- le corps des ingénieurs des ponts, des eaux et des forêts (issu de la fusion en 2010 entre le corps des ingénieurs des ponts et chaussées et le corps du génie rural, des eaux et des forêts)[réf. nécessaire],
- le corps des administrateurs de l'INSEE (créé en octobre 1941)[6],
- le corps des ingénieurs de l'armement (1800) (issu de la fusion le 1er janvier 1968, des anciens corps d'ingénieurs de la Marine, de l'Air, des Poudres, des fabrications de l'armement, des télécommunications et des ingénieurs hydrographes, ce dernier corps intégrant le corps des I.A. à compter du 1er janvier 1970),
- le corps des inspecteurs de santé publique vétérinaire[7],
- le corps des architectes urbanistes de l’État (AUE), créé en 1993, est issu du regroupement de deux corps constitués principalement d'architectes, alors gérés par le ministère de l’Équipement : les urbanistes de l’État, qui comportent dans leurs rangs quelques ingénieurs et urbanistes non architectes, et les architectes des bâtiments de France (ABF).

## Retraites
Lorsque des hauts fonctionnaires sont détachés de leur corps d'origine (Cour des comptes ou Conseil d'État) sur un autre emploi, ils peuvent bénéficier des droits à retraite dans leur corps d'origine en réintégrant leurs corps trois jours avant l'âge légal du départ à la retraite. En effet, le détachement est une position du fonctionnaire n'entravant pas le déroulement de carrière y compris le droit à la retraite. Cette retraite est cumulable avec d'autres droits à retraite obtenus sur certains postes de détachement, notamment de parlementaires. Cet état de fait a permis au journal Marianne d'estimer la retraite de François Hollande à un peu moins de 36 000 euros bruts mensuels (ce qu'a démenti l'Élysée) tout en rappelant que Jacques Chirac aurait bénéficié de 31 000 euros de pension et Valéry Giscard d’Estaing bénéficiait d'un peu moins de 30 000 euros.
Depuis le 1er octobre 2014 (date de l'entrée en vigueur de la loi votée le 11 octobre 2013), à la différence du président, les fonctionnaires qui sont élus ou nommés au gouvernement ont l'obligation de se mettre en disponibilité, et non plus en simple détachement, ce qui ne leur permet plus « d'acquérir de droits à l'avancement et de droits à pension ».
Selon un article du Monde, certains cadres de la fonction publique, proches du pouvoir politique, ont parfois accès à des formes de préretraites dans des conditions « très confortables ».